# Handball-Gauliga Württemberg
Die Handball-Gauliga Württemberg (1939–1942: Handball-Bereichsklasse Württemberg) war eine der obersten deutschen Feldhandball-Ligen in der Zeit des Nationalsozialismus. Sie bestand von 1933 bis 1945.

## Geschichte
Vorgänger der Handball-Gauliga Württemberg war die Süddeutsche Feldhandball-Meisterschaft, welche vom Süddeutschen Fußball- und Leichtathletik-Verband (SFuLV) ausgetragen wurde. Dessen Sieger qualifizierte sich für die von der Deutsche Sportbehörde für Leichtathletik organisierte Deutsche Feldhandballmeisterschaft. Im Zuge der Gleichschaltung wurden der SFuLV und die anderen bestehenden regionalen Feldhandball-Verbände in Deutschland wenige Monate nach der Machtübernahme der Nationalsozialisten im Jahre 1933 aufgelöst. An deren Stelle traten anfangs 16 Handball-Gauligen, deren Sieger sich für die nun vom Nationalsozialistischen Reichsbund für Leibesübungen organisierte Deutsche Feldhandballmeisterschaft qualifizierten. Das Verbandsgebiet des SFuLV wurde dabei aufgeteilt, Vereine aus Württemberg spielten fortan in der gleichnamigen Gauliga.
Die Feldhandball-Gauliga Württemberg startete 1933 mit zwei Staffeln zu je neun Mannschaften. Zur kommenden Spielzeit wurde die Liga auf eine Gruppe mit zehn Mannschaften verkleinert. Insgesamt sechs verschiedene Vereine konnten mindestens einmal die Gaumeisterschaft gewinnen. Bei den Deutschen Feldhandballmeisterschaften waren die württembergischen Vertreter jedoch chancenlos und schieden regelmäßig in den ersten Spielrunden aus.
Spätestens mit Kapitulation Deutschlands 1945 wurden alle bestehenden Sportvereine aufgelöst und die Gauliga hörte auf zu existieren. Erst 1948 gab es dann wieder eine überregionale Handball-Meisterschaft.

## Meister der Handball-Gauliga Württemberg 1934–1944
| Saison  | Meister Gauliga Württemberg | Abschneiden deutsche Meisterschaft | Deutscher Meister     |
| ------- | --------------------------- | ---------------------------------- | --------------------- |
| 1933/34 | Eßlinger TSV 1845           | Vorrunde                           | Polizei SV Darmstadt  |
| 1934/35 | Turnerbund Göppingen        | Gruppenvierter Gruppe 3            | Polizei SV Magdeburg  |
| 1935/36 | TV Altenstadt               | Gruppendritter Gruppe 3            | MSV Hindenburg Minden |
| 1936/37 | TV Altenstadt               | Gruppendritter Gruppe 4            | MTSA Leipzig          |
| 1937/38 | SV Urach                    | Gruppenvierter Gruppe 4            | MTSA Leipzig          |
| 1938/39 | TV Altenstadt               | Gruppenvierter Gruppe 4            | MTSA Leipzig          |
| 1939/40 | TSV Süßen 1883              | Vorrunde                           | Lintforter SpV        |
| 1940/41 | TSV Süßen 1883              | Vorrunde                           | SV Polizei Hamburg    |
| 1941/42 | SS-SG Stuttgart             | Zwischenrunde                      | SG OrPo Magdeburg     |
| 1942/43 | Eßlinger TSV 1845           | Vorrunde                           | SG OrPo Hamburg       |
| 1943/44 | Eßlinger TSV 1845           | Vorrunde                           | SG OrPo Berlin        |

## Rekordmeister
Rekordmeister der Gauliga Württemberg sind der Eßlinger TSV 1845 und der TV Altenstadt, die die Gaumeisterschaften jeweils dreimal gewinnen konnten.
|  | Verein               | Titel | Jahr             |
|  | -------------------- | ----- | ---------------- |
|  | Eßlinger TSV 1845    | 3     | 1934, 1943, 1944 |
|  | TV Altenstadt        | 3     | 1936, 1937, 1939 |
|  | TSV Süßen 1883       | 2     | 1940, 1941       |
|  | Turnerbund Göppingen | 1     | 1935             |
|  | SV Urach             | 1     | 1938             |
|  | SS-SG Stuttgart      | 1     | 1942             |

## Tabellen

### 1933/34
Der Spielbetrieb fand in zwei Staffeln statt, die untenstehenden Tabellen datieren vom 3. April 1934 und sind unvollständig. Die beiden Staffelsieger traten im Finale um die Gaumeisterschaft gegeneinander an. Folgende Mannschaften nahmen teil (Sortierung alphabetisch):
| Staffel Ost - Staffelsieger - Turnerschaft Göppingen - Weitere Teilnehmer - TV Altenstadt - Ulmer FV 1894 - Absteiger - TG Geislingen - TV Ravensburg - TB Tailfingen 1889 - Sportfreunde Tübingen - TB 1846 Ulm - 1. SSV Ulm 1928 | Staffel West - Staffelsieger - Eßlinger TSV 1845 - Weitere Teilnehmer - TV Bad Cannstatt - Stuttgarter Kickers - Turngesellschaft Stuttgart - Stuttgarter TV 1882 - Absteiger - TB Cannstatt - TG Eßlingen - Polizeisportverein Stuttgart - VfB Stuttgart |

| Pl. | Verein                     | Sp. | Tore   | Punkte |
| --- | -------------------------- | --- | ------ | ------ |
| 1.  | Turngesellschaft Stuttgart | 15  | 136:55 | 23–7   |
| 2.  | Eßlinger TSV 1845          | 14  | 109:60 | 22–6   |
| 3.  | Stuttgarter Kickers        | 14  | 91:67  | 20–8   |
| 4.  | Stuttgarter TV 1882        | 14  | 79:69  | 17–11  |
| 5.  | Polizei SV Stuttgart       | 11  | 61:80  | 11–11  |
| 6.  | TV Bad Cannstatt           | 13  | 65:70  | 10–16  |
| 7.  | TB Bad Cannstatt           | 13  | 73:90  | 9–17   |
| 8.  | TG Eßlingen                | 14  | 63:115 | 6–22   |
| 9.  | VfB Stuttgart              | 9   | 23:94  | 0–18   |

| Pl. | Verein                 | Sp. | Tore   | Punkte |
| --- | ---------------------- | --- | ------ | ------ |
| 1.  | Turnerschaft Göppingen | 16  | 106:78 | 25–7   |
| 2.  | 1. SSV Ulm 1928        | 16  | 103:80 | 18–14  |
| 3.  | Ulmer FV 1894          | 15  | 85:69  | 16–14  |
| 4.  | TB Tailfingen 1889     | 16  | 76:79  | 16–16  |
| 5.  | TV Ravensburg          | 14  | 70:73  | 14–14  |
| 6.  | Sportfreunde Tübingen  | 13  | 62:69  | 13–13  |
| 7.  | TG Geislingen          | 12  | 57:57  | 12–12  |
| 8.  | TV Altenstadt          | 13  | 73:59  | 12–14  |
| 9.  | TB 1846 Ulm            | 15  | 60:129 | 2–28   |

Finale
|                                        | Gesamt |                                  | Hinspiel | Rückspiel |
| -------------------------------------- | ------ | -------------------------------- | -------- | --------- |
| Eßlinger TSV 1845 (Staffelsieger West) | 20:6   | TS Göppingen (Staffelsieger Ost) | 11:3     | 9:3       |

### 1934/35
| Pl. | Verein                     | Sp. | Tore    | Punkte |
| --- | -------------------------- | --- | ------- | ------ |
| 1.  | Turnerbund Göppingen (N)   | 18  | 119:830 | 28–80  |
| 2.  | Stuttgarter Kickers        | 18  | 136:119 | 25–11  |
| 3.  | Turngesellschaft Stuttgart | 18  | 133:86  | 22–14  |
| 4.  | Eßlinger TSV 1845 (M)      | 18  | 118:94  | 21–15  |
| 5.  | TSV Süßen 1883 (N)         | 18  | 143:114 | 21–15  |
| 6.  | TV Altenstadt              | 18  | 145:134 | 17–19  |
| 7.  | TV Bad Cannstatt           | 18  | 133:152 | 15–21  |
| 8.  | Stuttgarter TV 1882        | 18  | 116:160 | 12–24  |
| 9.  | Ulmer FV 1894              | 18  | 098:146 | 11–25  |
| 10. | Turnerschaft Göppingen     | 18  | 104:137 | 08–28  |

| Legende |                                                           |
|         | Qualifikation Deutsche Feldhandball-Meisterschaft 1934/35 |
| (M)     | Titelverteidiger                                          |
| (N)     | Aufsteiger                                                |

### 1935/36
| Pl. | Verein                         | Sp. | Tore    | Punkte |
| --- | ------------------------------ | --- | ------- | ------ |
| 1.  | TV Altenstadt                  | 18  | 152:870 | 33–30  |
| 2.  | Turngesellschaft Stuttgart (M) | 17  | 145:760 | 26–80  |
| 3.  | TG 1859 Schwenningen (N)       | 17  | 094:700 | 23–11  |
| 4.  | TSV Süßen 1883                 | 17  | 121:110 | 21–13  |
| 5.  | Stuttgarter Kickers            | 17  | 083:850 | 15–19  |
| 6.  | Turnerschaft Göppingen         | 18  | 076:101 | 15–21  |
| 7.  | TV Bad Cannstatt               | 17  | 088:116 | 14–20  |
| 8.  | Eßlinger TSV 1845              | 17  | 080:960 | 12–22  |
| 9.  | TG Eßlingen (N)                | 18  | 101:143 | 09–27  |
| 10. | Stuttgarter TV 1882            | 18  | 078:134 | 06–30  |

| Legende |                                                           |
|         | Qualifikation Deutsche Feldhandball-Meisterschaft 1935/36 |
|         | Absteiger                                                 |
| (M)     | Titelverteidiger                                          |
| (N)     | Aufsteiger                                                |

### 1936/37
| Pl. | Verein                     | Sp. | Tore   | Punkte |
| --- | -------------------------- | --- | ------ | ------ |
| 1.  | TV Altenstadt (M)          | 15  | 134:53 | 30–00  |
| 2.  | TSV Süßen 1883             | 15  | 114:76 | 22–80  |
| 3.  | Turnerschaft Göppingen     | 15  | 96:88  | 16–14  |
| 4.  | KSV Zuffenhausen (N)       | 16  | 80:95  | 16–16  |
| 5.  | Stuttgarter Kickers        | 16  | 92:105 | 15–17  |
| 6.  | Turngesellschaft Stuttgart | 14  | 99:88  | 12–16  |
| 7.  | TV Bad Cannstatt           | 15  | 84:116 | 11–19  |
| 8.  | VfB Friedrichshafen (N)    | 15  | 72:106 | 8–22   |
| 9.  | Eßlinger TSV 1845          | 15  | 64:108 | 06–24  |

Ob die fehlenden vier Partien noch ausgetragen wurden, ist nicht bekannt.

### 1937/38
Folgende Abschlusstabelle ist überliefert:
| Pl. | Verein                     | Sp. | S  | U | N  | Tore    | Punkte |
| --- | -------------------------- | --- | -- | - | -- | ------- | ------ |
| 1.  | SV Urach (N)               | 18  | 15 | 2 | 1  | 139:980 | 32:40  |
| 2.  | TV Altenstadt (M)          | 18  | 10 | 3 | 5  | 147:108 | 23:13  |
| 3.  | Turngesellschaft Stuttgart | 18  | 11 | 1 | 6  | 180:133 | 23:13  |
| 4.  | TSV Süßen 1883             | 18  | 8  | 3 | 7  | 130:120 | 19:17  |
| 5.  | KSV Zuffenhausen           | 18  | 9  | 1 | 8  | 132:138 | 19:17  |
| 6.  | Stuttgarter Kickers        | 18  | 8  | 0 | 10 | 126:124 | 16:20  |
| 7.  | TSV Schnaitheim (N)        | 18  | 7  | 1 | 10 | 115:150 | 15:21  |
| 8.  | Eßlinger TSV 1845          | 18  | 6  | 2 | 10 | 113:121 | 14:22  |
| 9.  | Turnerschaft Göppingen     | 19  | 5  | 3 | 11 | 126:154 | 13:25  |
| 10. | TV Bad Cannstatt           | 18  | 2  | 2 | 14 | 094:156 | 06:30  |

| Legende |                                                           |
|         | Qualifikation Deutsche Feldhandball-Meisterschaft 1937/38 |
|         | Absteiger in die Bezirksklassen                           |
| (M)     | Titelverteidiger                                          |
| (N)     | Aufsteiger                                                |

### 1938/39
| Pl. | Verein                     | Sp. | Tore    | Punkte |
| --- | -------------------------- | --- | ------- | ------ |
| 1.  | TV Altenstadt              | 18  | 205:100 | 33–30  |
| 2.  | SV Urach a (M)             | 18  | 143:107 | 27–90  |
| 3.  | Stuttgarter Kickers        | 18  | 148:125 | 24–12  |
| 4.  | TSV Süßen 1883             | 18  | 120:115 | 19–17  |
| 5.  | Turngesellschaft Stuttgart | 18  | 138:139 | 19–17  |
| 6.  | Eßlinger TSV 1845          | 18  | 117:118 | 16–20  |
| 7.  | TSV Schnaitheim            | 18  | 090:121 | 14–22  |
| 8.  | TV Kornwestheim (N)        | 18  | 111:144 | 13–23  |
| 9.  | KSV Zuffenhausen           | 18  | 095:146 | 09–27  |
| 10. | TG Schwenningen            | 18  | 066:118 | 06–30  |

| Legende |                                                           |
|         | Qualifikation Deutsche Feldhandball-Meisterschaft 1938/39 |
|         | Absteiger                                                 |
| (M)     | Titelverteidiger                                          |
| (N)     | Aufsteiger                                                |

### 1939/40
| Pl. | Verein                     | Sp. | Tore   | Punkte |
| --- | -------------------------- | --- | ------ | ------ |
| 1.  | TSV Süßen 1883             | 10  | 115:59 | 20–00  |
| 2.  | TV Altenstadt (M)          | 09  | 092:54 | 14–40  |
| 3.  | Frisch Auf Göppingen (N)   | 09  | 080:63 | 13–50  |
| 4.  | Turnerschaft Göppingen (N) | 08  | 070:43 | 12–40  |
| 5.  | TV Oßweil (N)              | 09  | 072:63 | 11–70  |
| 6.  | Turngesellschaft Stuttgart | 09  | 068:82 | 10–80  |
| 7.  | SS-SG Stuttgart (N)        | 09  | 076:91 | 06–12  |
| 8.  | TV Kornwestheim            | 09  | 056:73 | 05–13  |
| 9.  | Eßlinger TSV 1845          | 10  | 075:98 | 03–17  |
| 10. | TSG Schnaitheim            | 05  | 020:48 | 02–80  |
| 11. | Stuttgarter Kickers        | 09  | 048:98 | 00–18  |

| Legende |                                                           |
|         | Qualifikation Deutsche Feldhandball-Meisterschaft 1939/40 |
|         | Absteiger                                                 |
| (M)     | Titelverteidiger                                          |
| (N)     | Aufsteiger                                                |

### 1940/41
| Pl. | Verein                     | Sp. | Tore    | Punkte |
| --- | -------------------------- | --- | ------- | ------ |
| 1.  | TSV Süßen 1883 (M)         | 14  | 147:118 | 21–70  |
| 2.  | Eßlinger TSV 1845          | 14  | 117:107 | 17–110 |
| 3.  | Frisch Auf Göppingen       | 14  | 104:102 | 15–110 |
| 4.  | Tgm. Stuttgart             | 13  | 116:113 | 14–120 |
| 5.  | TV Oßweil                  | 14  | 105:106 | 14–140 |
| 6.  | Turnerschaft Göppingen     | 12  | 110:105 | 12–120 |
| 7.  | SS-SG Stuttgart (N)        | 12  | 120:113 | 11–130 |
| 8.  | Turngesellschaft Stuttgart | 13  | 090:146 | 02–24  |

Ob die drei fehlenden Partien noch ausgetragen wurden, ist nicht bekannt.
1941/42–1943/44
Abschlusstabellen der einzelnen Gauligaspielzeiten sind derzeit nicht überliefert.